# Galvarino (Cile)
Galvarino è un comune del Cile della provincia di Cautín nella Regione dell'Araucanía. Al censimento del 2002 possedeva una popolazione di 12.596 abitanti.

## Società

### Etnie e lingue
Il 70% della popolazione del comune di Galvarino è mapuce. In seguito alle richieste di un gruppo di organizzazioni mapuce, Galvarino è diventato il primo comune cileno ufficialmente bilingue spagnolo e mapudungun nel 2013.

### Evoluzione demografica
| Censimento del 1992 | Censimento del 2002 |
| 14.076 ab.          | 12.596 ab.          |